# Guerres Habsburg-Otomanes
Les guerres austro-turques o guerres Hasburg-Otomanes són el conjunt de conflictes militars que van enfrontar l'Imperi Otomà als Habsburg d'Àustria i Espanya. La guerra va estar caracteritzada per les campanyes terrestres a Hongria.
Inicialment la conquesta otomana d'Europa oriental va ser tot un èxit amb la decisiva victòria de Mohacs que va reduir el Regne d'Hongria a un estat de vassallatge i de tributari de l'Imperi Otomà. Més tard, la Pau de Westfàlia i la Guerra de Successió Espanyola, respectivament en els segles xvii i xviii, van deixar Àustria com a únic territori sota el ferri control dels Habsburg. Des de llavors, però, els progressos europeus en el sector de l'artilleria i les superiors tàctiques militars europees van superar literalment la capacitat bèl·lica i els recursos de l'Imperi Otomà i dels seus cossos d'elit, els coneguts geníssers, la qual cosa va assegurar, així, el domini habsbúrguic sobre el front terrestre.
La guerra va arribar al seu terme quan Àustria i l'Imperi Otomà van signar una aliança amb l'Imperi Alemany abans de la Primera Guerra Mundial. Després d'aquella guerra ambdós imperis es van extingir.

## Orígens
Els orígens de la guerra són poc clars però el fet és que, si bé els Habsburg van ser ocasionalment reis d'Hongria i des del segle XV emperadors del Sacre Imperi Romanogermànic, les guerres entre hongaresos i otomans fan referència també a altres dinasties. Naturalment, les guerres otomanes a Europa oriental van atraure l'ajuda d'Occident, que veia l'avanç del potent estat islàmic com una amenaça per a la Cristiandat. Les croades de Nicòpolis i de Varna representar les temptatives més determinants per frenar l'avanç turc a Europa central i els Balcans.

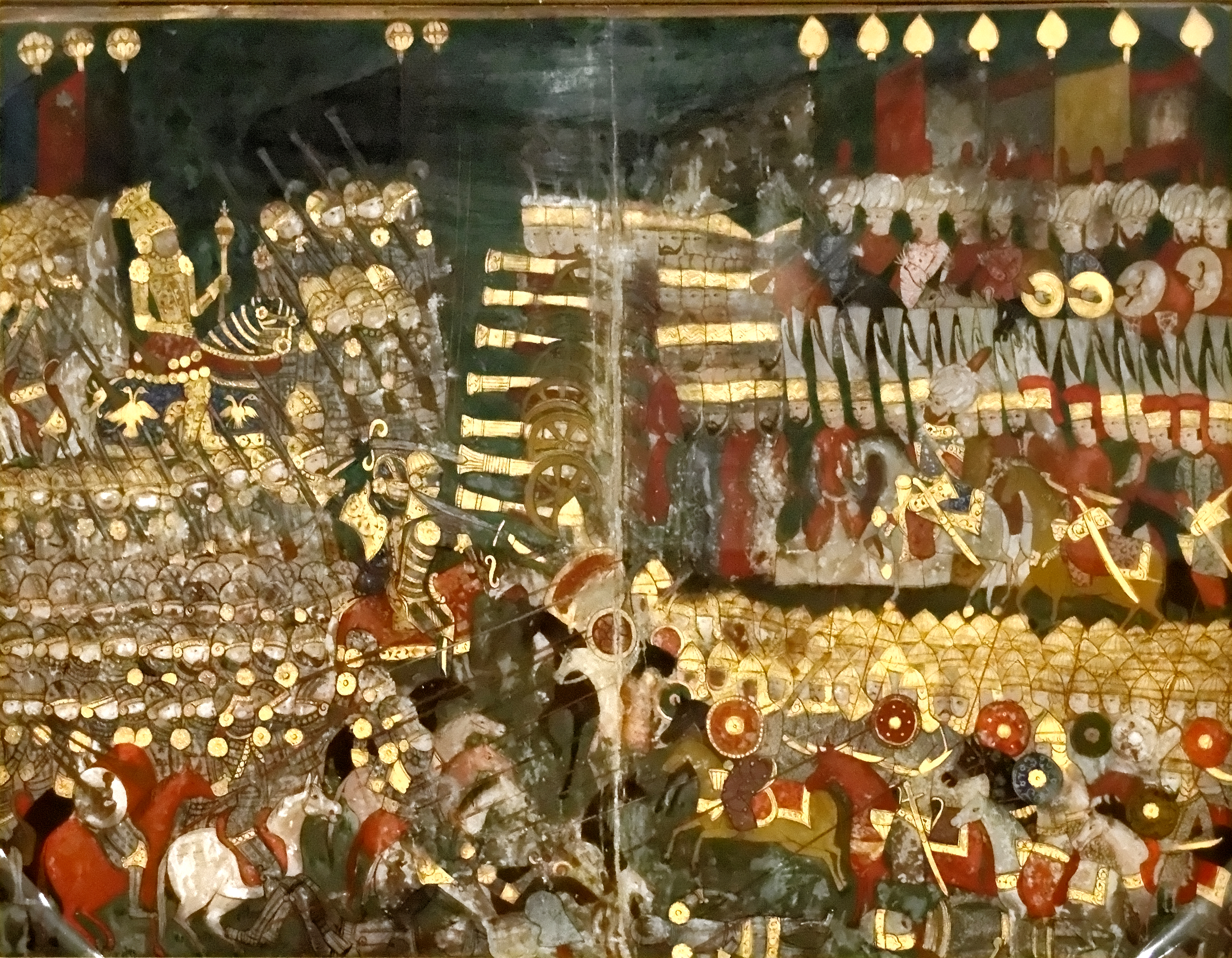
La Batalla de Mohács en una miniatura turca.

Durant un cert període, els otomans van intentar vèncer la resistència als Balcans, com la de Vlad Ţepeş. No obstant això, la derrota d'aquests i d'altres estats vassalls van aplanar el camí de la invasió otomana a Europa central. El Regne d'Hongria en aquest punt havia arribat a fer frontera amb l'Imperi Otomà i els seus estats vassalls.
Després de la Batalla de Mohács, el rei Lluís II d'Hongria i I de Bohèmia moria i la seva vídua, Maria d'Habsburg, va fugir per refugiar amb el seu germà, l'arxiduc Ferran d'Àustria. Les reivindicacions al tron d'Hongria fetes per Ferran van venir posteriorment reforçades pel fet d'haver-se casat amb Anna, germana del rei Lluís II, únic membre de la família reial del ja desaparegut regne. Com a conseqüència Ferran va ser elegit rei de Bohèmia a la Dieta de Bratislava. A Hongria va ser elegit rei per una Dieta rival el desembre del 1526, davant de l'altre rei coronat, Joan Szapolyai, romanent Hongria així dividida entre Ferran, Szapolyai, i l'Imperi Otomà.

## L'avanç austríac
El 1527 Ferran va atacar Hongria, un estat durament debilitat pels conflictes civils, amb la intenció d'expulsar Joan Szapolyai i reforçar així la seva autoritat. Joan no va aconseguir evitar la candidatura de Ferran que va conquistar Buda i altres assentaments clau al llarg de la costa del Danubi. Malgrat tot el que va passar, el sultà otomà va ser lent a reaccionar i només va acudir a ajudar quan, el 10 de maig de 1529, va enviar un imponent exèrcit que comptava amb més de 100.000 homes.

## El setge de Viena
El sultà otomà Solimà el Magnífic va prendre fàcilment a Ferran gran part de les conquestes que aquest havia fet en els dos anys precedents i, amb gran disgust per part de Ferran, només la fortalesa de Bratislava va resistir. Atesa la grandesa de l'exèrcit de Solimà i la devastació desencadenada sobre Hongria pocs anys abans, no ha de sorprendre la manca de voluntat per resistir davant els atacs d'un dels més potents estats del moment de molts dels assentaments que fins feia bne poc havien estat sota el domini dels Habsburg.
El sultà va arribar a Viena el 27 de setembre de 1529. L'exèrcit de Ferran comptava amb prop de 16.000 soldats, essent així superat en una proporció de prop de 7 a 1, mentre que les muralles de Viena (amb un gruix de gairebé 2 metres en algunes zones) van ser una invitació per als canons otomans. Malgrat tot això, Ferran va defensar Viena amb gran vigor. El 12 d'octubre, després d'haver minat i contraminat, es va reunir un consell de guerra otomà, i el 14 d'octubre els otomans van decidir abandonar el setge. La retirada de l'exèrcit otomà va ser destorbada per la fera resistència de Bratislava que, encara una vegada més, va bombardejar als otomans. Les primeres nevades van dificultar encara més les coses als otomans i van fer que haguessin de passar tres anys abans que Solimà pogués començar una nova campanya a Hongria.

## La petita guerra
Després de la derrota de Viena, el sultà otomà va haver de desviar la seva atenció cap a una altra part dels seus immensos dominis. Traient profit d'aquesta absència, l'arxiduc Ferran va llançar una ofensiva el 1530, durant la qual es va reconquerir la ciutat d'Esztergom a més d'altres fortaleses. L'assalt a Buda va ser només obstaculitzat per la presència dels soldats otomans. Tal com va passar a la precedent ofensiva austríaca, el retorn dels otomans va forçar novament als Habsburg d'Àustria a retornar a una posició defensiva. El 1532 Solimà va enviar un enorme exèrcit per capturar Viena. No obstant això, l'exèrcit va prendre un trajecte diferent cap a Kőszeg, però després d'una heroica defensa per part d'una força austríaca composta per només 700 soldats, els defensors van acceptar una rendició honrosa de la fortalesa a canvi de la seva salvació. Després d'aquest atac, el sultà es va retirar content del seu èxit, la qual cosa reconeixia, a la pràctica, les limitades conquestes austríaques a Hongria, mentre que al mateix temps pel tractat de Constantinoble de 1533 Joan Szapolyai era reconegut com a rei d'Hongria com a vassall otomà però els otomans reconeixien que el territori quedava sota el domini dels Habsburg a Hongria. Aquest tractat no va satisfer Joan Szapolyai o Ferran, els exèrcits dels quals van començar a enfrontar-se a les fronteres. El sanjak-bey otomà de Bòsnia, Gazi Husrev-beg va aprofitar l'oportunitat per ocupar Požega a principis de 1537. Ferran, sota la pressió de la noblesa local, va decidir respondre llançant una ofensiva a Eslavònia el 1537, enviant un dels seus generals més hàbils a prendre Osijek. El setge va fracassar i va conduir a la batalla de Gorjani, que va ser un desastre tan gran com la batalla de Mohács, amb un exèrcit de socors otomà que va destrossar els austríacs.
El 1540 la mort de Joan I d'Hongria va portar Àustria a avançar novament cap a Buda, que caigué en mans otomanes en el setge de 1541, com també Pest i va procedir a aniquilar de facto el regne d'Hongria, i l'emperador Ferran va fracassar en l'intent de conquesta de les ciutats de Buda i Pest el 1542, que acabaven de caure en mans però va ser rebutjat pels otomans. El 1551, quan va ser imposat un tractat de pau, l'Hongria habsbúrguica havia estat reduïda a una terra de frontera. Tanmateix, a Eger els austríacs van obtenir una sorprenent victòria, en part gràcies als esforços dels civils presents.
La petita guerra va comportar oportunitats desaprofitades per ambdós costats; les temptatives dels austríacs d'incrementar la seva influència a Hongria van ser fallides, així com els intents otomans d'assaltar Viena. No obstant això, no hi havia esperances per a un statu quo, ja que l'Imperi Otomà era un adversari massa poderós i perillós. En els següents 100 anys, els austríacs van haver romandre a la defensiva. Costoses batalles com les de Buda i Osijek van ser evitades. En qualsevol cas els interessos dels Habsburg es van dividir entre la lluita contra l'avanç islàmic a Europa, els intents d'evitar la progressiva descentralització de l'autoritat imperial a Alemanya i les ambicions d'Espanya al Nord d'Àfrica, en els Països Baixos i en la seva lluita contra França. Els otomans, per la seva banda, no van poder expandir el seu poder tal com ho havien fet en temps passats.

## Guerra a la Mediterrània

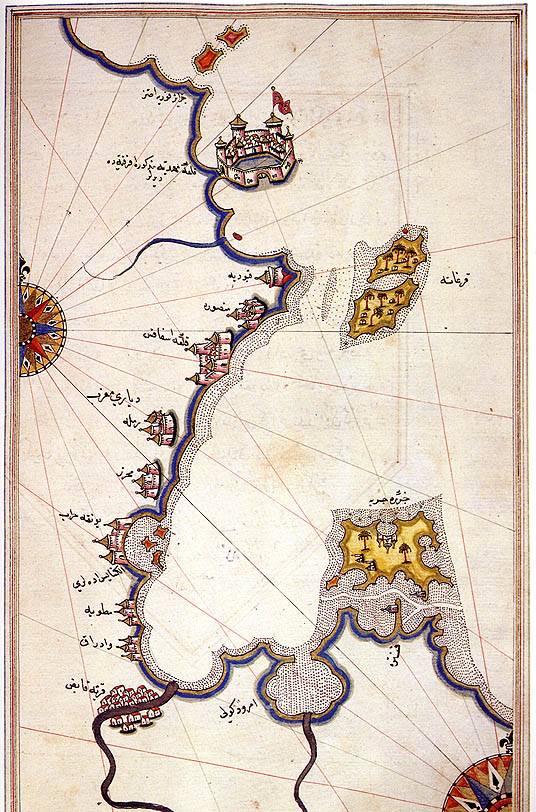
Mapa de la costa tunisiana amb l'illa de Gerba, on va tenir lloc la batalla de Gerba el maig de 1560

### 1480-1520
L'Imperi Otomà havia començat ràpidament a desplaçar els seus oponents cristians al mar. Al segle xiv els otomans tenien tan sols una petita armada. Al segle xv centenars de vaixells van prendre part en la conquesta de Constantinoble i van començar a desafiar el poder naval de les repúbliques de Venècia i Gènova. El 1480, els otomans intentaren sense èxit assetjar l'illa de Rodes, plaça forta de l'Orde de Sant Joan de Jerusalem. A la dècada de 1520 Solimà I va iniciar un gran avanç cap a l'Europa central, a l'agost 1521 va ser conquerir gairebé tota Sèrbia, reblant-ho el 1522 amb la conquesta de Rodes després d'un setge de 6 mesos, conquerir l'illa, amb la qual cosa els cristians van perdre una important base naval, i el 29 d'agost de 1526 va ser el triomfador de batalla de Mohács en què va derrotar les forces aliades cristianes dirigides per Lluís II d'Hongria. La batalla va significar la fi del Regne d'Hongria, donant la victòria una gran confiança al sultà otomà, així a partir de 1541, Suleiman va passar a controlar de la major part de l'actual Hongria i les antigues Transsilvània, Valàquia i Moldàvia convertint-se en el seu sultà.

### Setge de Malta

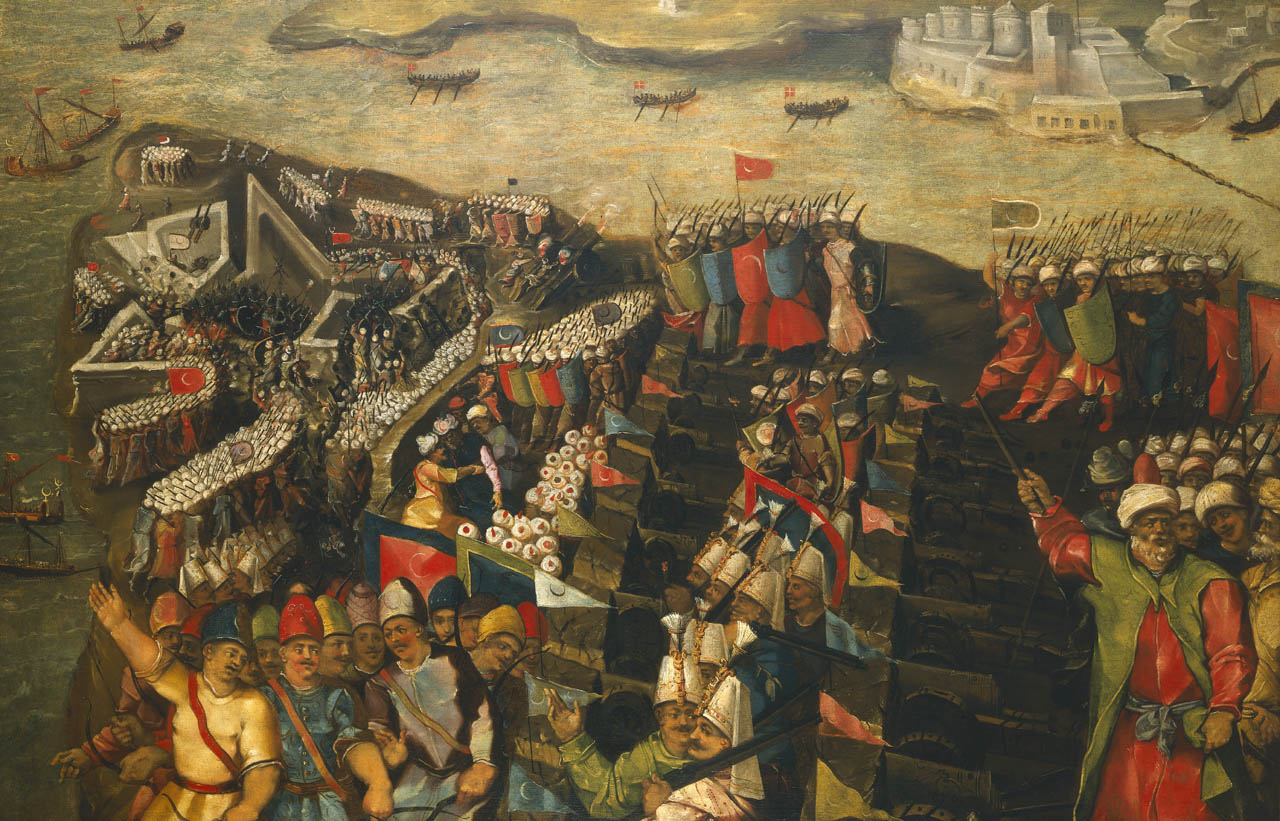
La Captura de Sant'Elmo durant el Setge de Malta de 1565, por
Matteo Perez d'Aleccio.

Amb tot i això, Xipre va romandre en poder dels venecians. Quan els cavallers de Sant Joan van ser traslladats a Malta els otomans van observar com la seva victòria a Rodes tan sols havia desplaçat el problema. Els vaixells otomans van realitzar diversos atacs contra els cavallers, mentre aquests aturaven l'avanç turc a l'est. Tot i això, els otomans van assetjar moltes zones del sud d'Europa i Itàlia, gràcies a la seva aliança amb França que es trobava en guerra amb els Habsburg.
La situació es va tornar insostenible el 1565, quan Solimà el Magnífic (vencedor a Rodes) va decidir eliminar la base dels cavallers de Sant Joan a Malta. La presència de la flota otomana, tan propera al Papat, va alarmar els espanyols, que van començar a reunir primer una petita força expedicionària (que va arribar a temps per al lloc) i finalment una gran flota per socórrer l'illa. La moderna fortalesa estelada de Sant'Elmo va ser presa tan sols amb una gran quantitat de morts, però la presa de la resta de l'illa va ser massa. Tot i això, la pirateria barbaresca va continuar, i la victòria de Malta no va tenir efecte sobre la pressió militar otomana a la Mediterrània.

### Xipre i Lepant

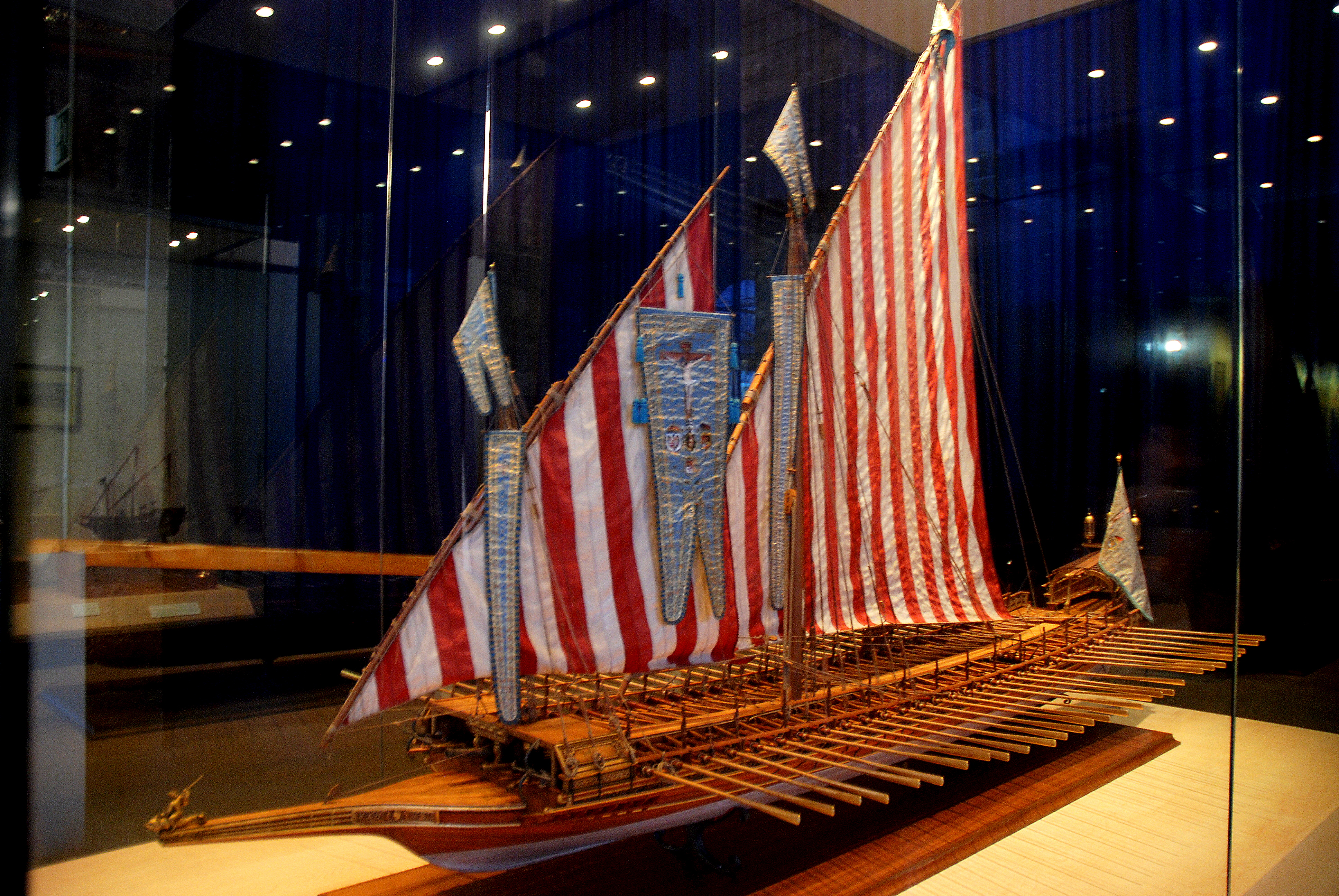
Maqueta de la Galera Reial, de Joan d'Àustria, tal com va presentar-se a la batalla de Lepant, el 1571.

La mort de Solimà el Magnífic el 1566 va comportar l'ascens al poder de Selim II. Conegut com a Selim el Borratxo, va enviar una gran expedició per conquerir Xipre als venecians. L'altra operació militar duta a terme per Selim va ser la d'assistir la revolta dels moriscos espanyols.
Després de la conquesta de Xipre a 1570, els venecians van demanar ajuda a les potències cristianes, però només el papa Pius V va respondre. El Papa va aconseguir convèncer el rei d'Espanya per crear una Lliga Santa que va formar una armada per enfrontar-se als turcs. La Lliga Santa va derrotar els otomans a la famosa batalla de Lepant.

## Guerra dels Tretze Anys (1593-1606)
Després de la mort de Solimà el 1566, Selim II plantejava una amenaça menor per a Europa. Tot i que Xipre, finalment, va ser capturada, els otomans no van aconseguir enviar els Habsburg al mar (vegeu més amunt la part dedicada a la Batalla de Lepant). Selim va morir no gaire després, i va deixar les regnes de l'Imperi al seu fill Murat III. Totalment hedonista i faldiller, Murat passava més temps en el seu harem que al capdavant de la guerra. Sota aquestes circumstàncies de deteriorament, l'Imperi es trobava en guerra amb els austríacs una vegada més. En les primeres etapes de la guerra, la situació militar dels otomans empitjorà, ja que els principats de Valaquia, Moldàvia i Transsilvània tenien tots nous dirigents que havien renunciat al seu vassallatge envers els otomans. A la batalla de Sisak, es va enviar un grup de ghazis per atacar les insubordinades terres de Croàcia, però van ser totalment derrotats per les bregades tropes imperials, expertes en la dura lluita als Països Baixos. En resposta a aquesta derrota, el Gran Visir llançà un gran exèrcit de 13.000 geníssers a més de nombrosos reclutes europeus, contra els cristians. Quan els geníssers es van rebel·lar contra les demandes del Visir amb relació a una campanya d'hivern, els otomans no havien capturat gaire cosa més que Veszprém.
L'any 1594 contemplà una resposta otomana més fructífera. El Gran Visir Koca Sinan Pasha va organitzar un exèrcit encara més gran. Davant d'aquesta amenaça, els austríacs van abandonar el setge de Gran, una fortalesa que havia caigut durant el regnat de Suleiman i després va perdre Raab. Per als austríacs, el seu únic consol aquell any es va produir quan la fortalesa de Komárno va resistir prou contra les forces del Visir fins que aquest es va retirar per causa de l'hivern.
Malgrat l'èxit d'anys anteriors, la situació va empitjorar per als otomans de nou en 1595. Una coalició cristiana d'antics estats vassalls, juntament amb tropes austríaques, recapturà Gran i va marxar cap al sud pel Danubi. Miquel el Valent, voivoda de Valàquia va iniciar una campanya contra els turcs (1594-1595), en la qual va conquerir diversos castells prop del baix Danubi, incloent-hi Giurgiu, Brăila, Hârşova i Silistra, mentre que els seus aliats de Moldàvia va derrotar els turcs a Iaşi i altres parts del Moldàvia. Miquel va continuar els seus profunds atacs dins de l'Imperi Otomà, i va prendre les fortaleses de Nikopol, Ribnic, i Kilia, i fins i tot va arribar fins a Adrianòpolis. En un moment donat, va arribar amb les seves forces a Edirne, l'antiga capital otomana: cap exèrcit cristià no havia posat un peu a la regió des del temps en què l'Imperi Romà d'Orient estava regit pels Paleòlegs.

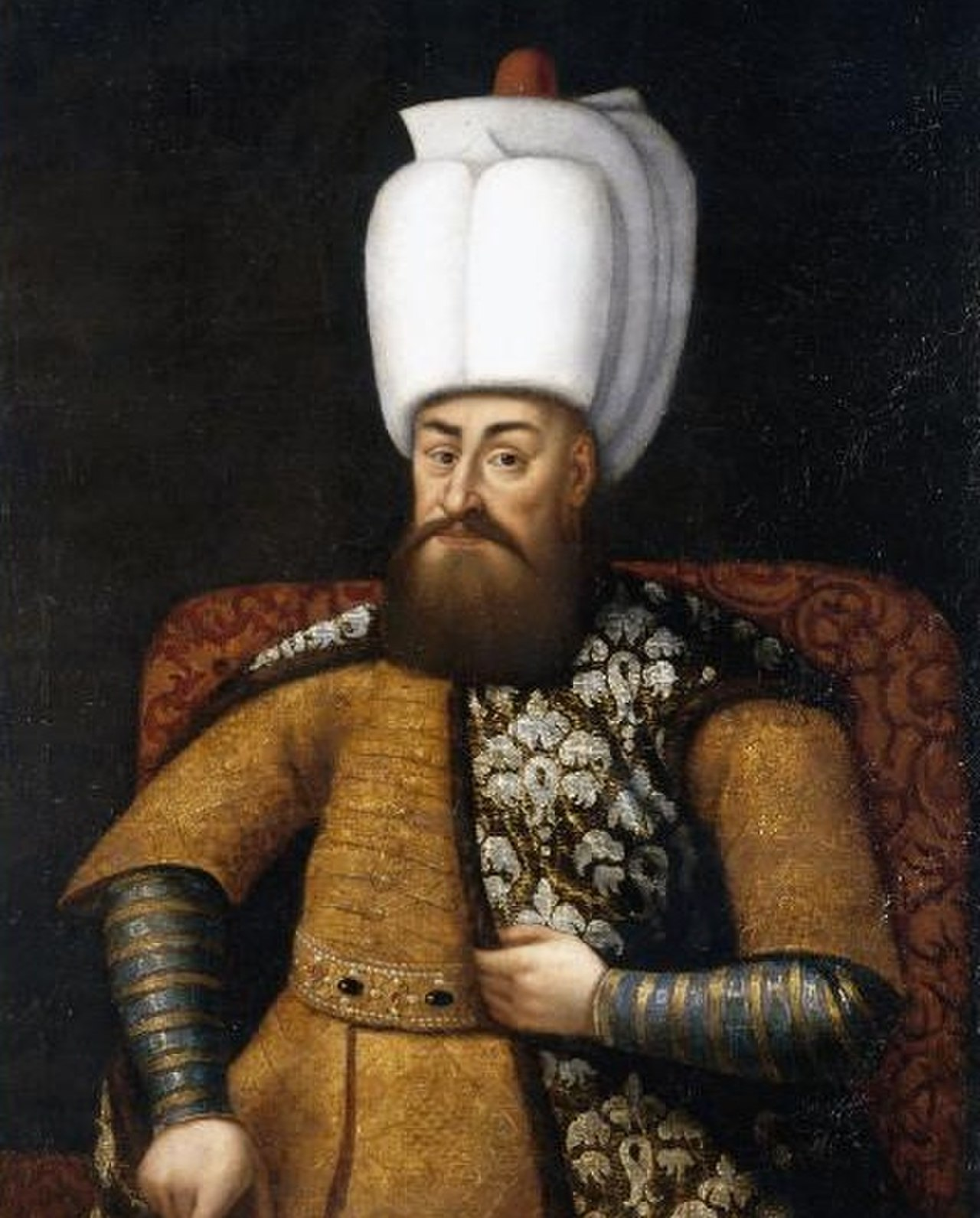
La mala gestió de Murad III podria haver estat la causa que va conduir els otomans a perdre la guerra

Després de la derrota de l'exèrcit otomà a Valàquia a la batalla de Călugăreni i la sèrie d'enfrontaments sense èxit amb els Habsburg (que va culminar en el setge devastador i la caiguda de la plaça otomana d'Esztergom), alarmat per l'èxit i la proximitat de l'amenaça, el nou sultà Mehmet III va estrangular els seus 19 germans per aconseguir el poder i personalment va marxar amb el seu exèrcit cap al nord-oest d'Hongria, per fer front als moviments dels seus enemics. El 1596 Eger va caure davant els otomans. En la decisiva batalla de Mezökeresztes, una lenta resposta d'Àustria va comportar una inesperada victòria per als otomans. Tanmateix, la inexperiència de Mehmet III en el govern es va palesar quan no sols no va premiar els geníssers pels seus esforços en la batalla, sinó que els va castigar per no lluitar prou i, per tant, els va incitar a una rebel·lió.
Keresztes va ser un bany de sang dels exèrcits cristians - per tant, és sorprenent observar que els austríacs va renovar la guerra contra els seus enemics en l'estiu de 1597 amb una unitat cap al sud, i van prendre Pápa, Tata, Raab (Győr) i Veszprém.
Els Habsburg aconseguiren més victòries quan una força de socors turc va ser derrotada a Grosswardein (Nagyvárad). Enfurits per aquestes derrotes, els turcs van respondre d'una manera més enèrgica, i així l'any 1605, després de durs esforços per ambdues parts, només Raab va quedar en mans dels austríacs. En aquest any, un príncep vassall pro-turc va ser elegit líder de Transsilvània pels nobles hongaresos i la guerra va arribar a una conclusió amb la Pau de Zsitvatorok.

## Conquesta de Creta

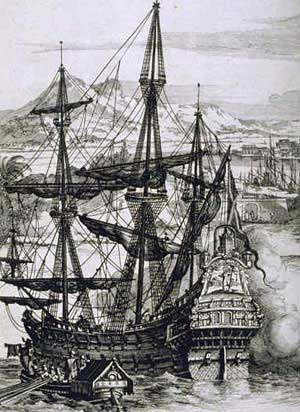
Un galió espanyol. El galió, vaixell d'altes prestacions, en el seu temps, per al combat.

L'Orde de Sant Joan de Jerusalem, encoratjada per la disminució del poder ofensiu turc, van començar a atacar els vaixells turcs a la Mediterrània. Els turcs van respondre assetjant Candia a Creta el 1648. Els venecians es van quedar sols per defensar la seva última gran illa de l'Egeu, donat que Àustria encara s'estava recuperant de la devastació de la Guerra dels Trenta Anys i Espanya romangué desafiant contra els francesos.
Des del segle xvi, la República de Venècia disposava d'una flota molt potent, i havia derrotat els turcs en els seus intents de prendre l'illa. Mentre els venecians tinguessin la supremacia naval, els otomans no podien fer molt en la terra de Creta, i el bloqueig establert per la ciutat estat italiana en els Dardanels era més que una greu humiliació. Al cap de 10 anys, els espanyols havien signat un tractat de pau amb els francesos, el 1659 i la guerra amb Àustria es va reprendre en l'última dècada de 1660. Amb la guerra a marxa lenta i els austríacs, espanyols i venecians que prenien la iniciativa, el Gran Visir va prendre el poder en el nom del sultà i va portar a terme un esforç molt més rigorós. Tot i ser derrotats pels austríacs, els otomans van poder concloure una pau favorable el 1664 i els venecians van ser derrotats finalment al mar, la qual cosa va posar fi al vergonyós bloqueig vergonyós en els Dardanels, tan a prop de la capital otomana. L'illa va caure després de molts anys de setge, gràcies als hàbils recursos del gran visir, la seva organització d'un exèrcit mal endreçat durant molts anys i els atacs francesos contra Àustria, que la van obligar a posposar l'ofensiva a Hongria.

## Guerra austro-otomana (1663–1664)
En 1663, els otomans van endegar una desastrosa invasió d'Àustria, que finalitzà en la batalla de Sant Gotard. La batalla va ser guanyada pels cristians, sobretot a través de l'atac de 6.000 soldats francesos dirigits per La Feuillade i Jean de Coligny-Saligny. Els austríacs no van poder donar continuïtat a aquesta victòria i van haver de signar la pau de Vasvár favorable als otomans a causa de l'amenaça francesa a la frontera occidental, i en aquestes circumstàncies, els aliats protestants dels Habsburg catòlics, que havien demostrat ser poc fiables, volien, en comptes de tenir als austríacs com a aliats, lluitar contra els francesos en una coalició alemanya.

## Gran Guerra Turca
Els otomans van girar la seva atenció al nord de nou en contra de la Confederació de Polònia i Lituània. En aquell moment, el Regne lituano-polonès es trobava en un estat lamentable: el Sejm havia dividit les lleialtats i el tresor estava en fallida. Per tant, és notori destacar que Joan III Sobieski del polonesos aconseguís una decisiva victòria contra els otomans en la segona batalla de Khotyn.
Inquiets, els otomans haurien de tenir encara una altra oportunitat en 1682, quan el Gran Visir marxava amb un gran exèrcit a Hongria i Viena, com a resposta a les incursions dels Habsburg en l'Hongria controlada pels otomans.

### Setge de Viena

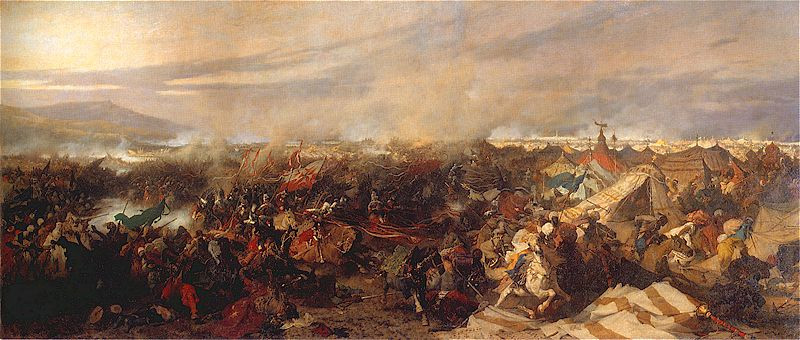
El punt culminant del setge de Viena

En 1683, després de 15 mesos de la mobilització de forces, el gran visir va arribar a Viena per trobar la ciutat ben defensada i preparada. El pitjor de tot per al Visir eren les nombroses aliances establertes pels austríacs, entre ells una amb Joan Sobieski. Quan el setge de Viena va començar el 1683, el rei polonès i la seva coalició d'alemanys i polonesos va arribar just quan la defensa de la ciutat esdevenia insostenible. En una batalla decisiva, els otomans van ser derrotats i va aixecar el setge.

### Contra laSanta Lliga

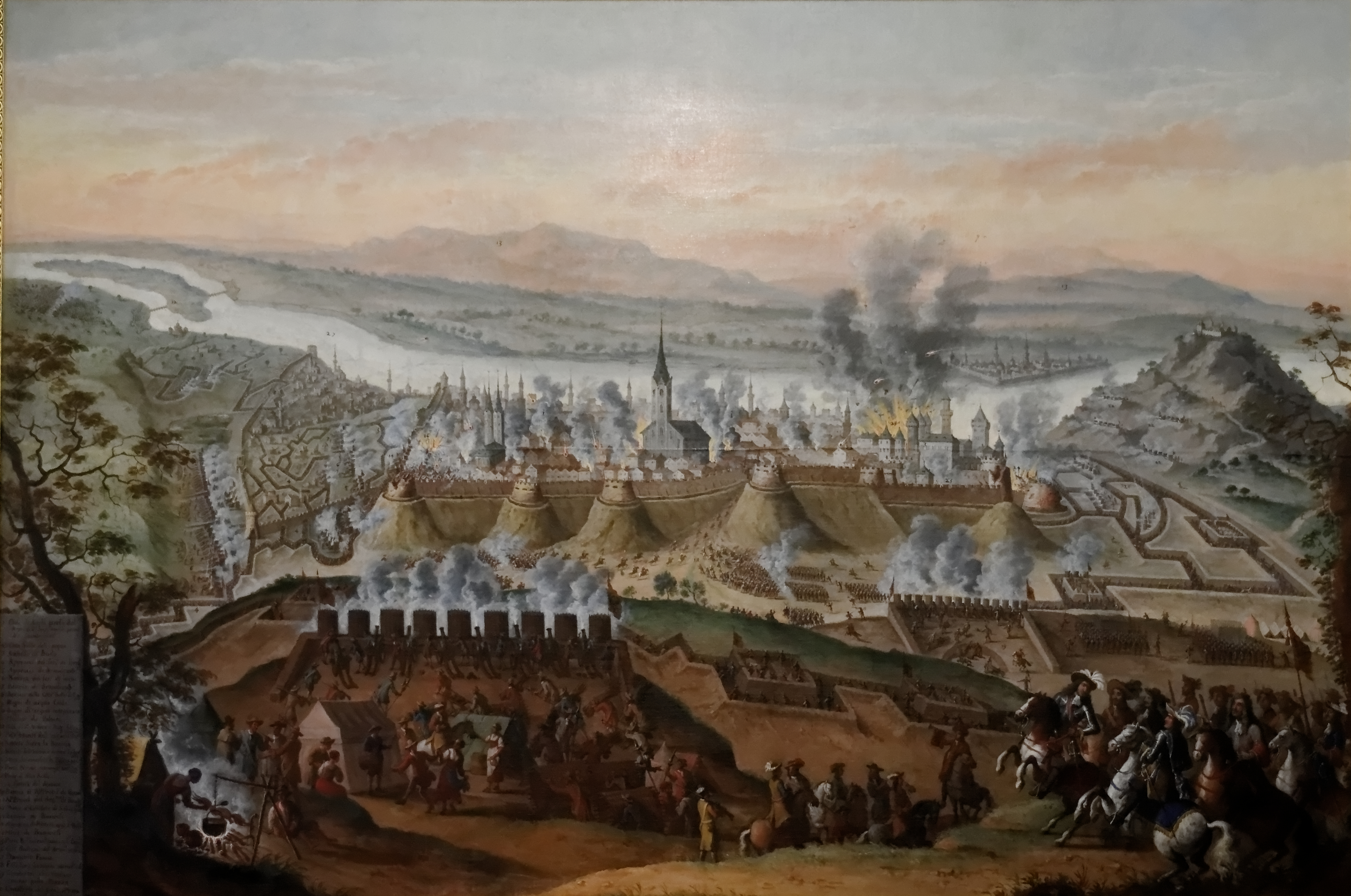
El setge de les forces cristianes unides a Buda, 1686

En 1687, els otomans referen els seus exèrcits i van marxar cap al nord una vegada més. No obstant això, el duc Carles s'interposà en el seu camí, els derrotà en la Segona Batalla de Mohács i es va venjar de l'antiga derrota infligida al rei hongarès, més de 160 anys abans, per part de Solimà el Magnífic. Pressionant cap al sud, els otomans van continuar resistint als austríacs, i els negaren l'oportunitat de negociar des d'una posició de força. Només quan els otomans van patir una altra desastrosa derrota en la batalla de Zenta el 1697, van aconseguir que els otomans demanessin la pau; amb el Tractat de Karlowitz (1699), els austríacs s'asseguraren la major part dels Balcans, incloent-hi Hongria.

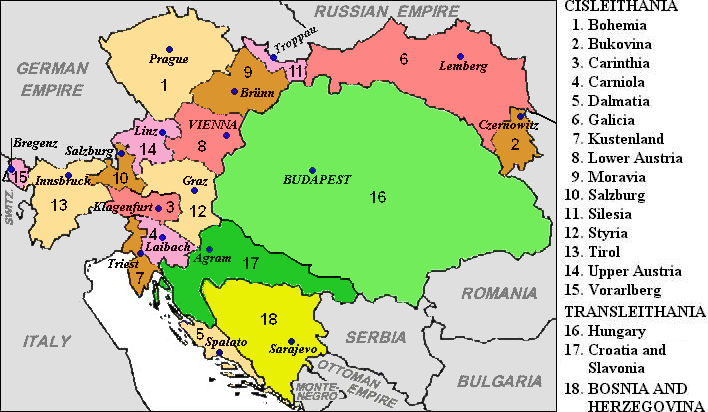
A l'acabar la guerra, els austríacs havien canviat decisivament l'equilibri de poder dels otomans

A tot Europa, tant protestants com catòlics aclamaren el príncep Eugeni de Savoia com a "salvador de la cristiandat". Voluntaris anglesos, entre ells un fill de príncep Rupert (nebot de Carles I d'Anglaterra) i els protestants de llocs tan llunyans com Escòcia van lluitar en l'exèrcit del príncep. Per als otomans, el període comprés entre els anys 1683 i 1702 va ser un moment trist: 12 grans visirs van ser deposats en 19 anys - el llegat del que va ser en un temps, durant el govern de Köprülü Mehmed Paşa, la posició més poderosa d'un dels més poderosos imperis del món.